# Атбаш
Атба́ш (ивр. אתבש‎) — простой шифр подстановки для алфавитного письма. Правило шифрования состоит в замене {\displaystyle i}-й буквы алфавита буквой с номером {\displaystyle n-i+1}, где {\displaystyle n} — число букв в алфавите.
Впервые встречается в древнееврейском тексте Библии / Танаха.
Ниже даны примеры для английского, русского  и еврейского алфавитов:
| Исходный текст      | A | B | C | D | E | F | G | H | I | J | K | L | M | N | O | P | Q | R | S | T | U | V | W | X | Y | Z |
| Зашифрованный текст | Z | Y | X | W | V | U | T | S | R | Q | P | O | N | M | L | K | J | I | H | G | F | E | D | C | B | A |

| Исходный текст      | А | Б | В | Г | Д | Е | Ё | Ж | З | И | Й | К | Л | М | Н | О | П | Р | С | Т | У | Ф | Х | Ц | Ч | Ш | Щ | Ъ | Ы | Ь | Э | Ю | Я |
| Зашифрованный текст | Я | Ю | Э | Ь | Ы | Ъ | Щ | Ш | Ч | Ц | Х | Ф | У | Т | С | Р | П | О | Н | М | Л | К | Й | И | З | Ж | Ё | Е | Д | Г | В | Б | А |

| Исходный текст      | א | ב | ג | ד | ה | ו | ז | ח | ט | י | כ | ל | מ | נ | ס | ע | פ | צ | ק | ר | ש | ת |
| Зашифрованный текст | ת | ש | ר | ק | צ | פ | ע | ס | נ | מ | ל | כ | י | ט | ח | ז | ו | ה | ד | ג | ב | א |

Шифр Атбаш можно также рассматривать как частный случай аффинного шифра.
Происхождение слова «атбаш» объясняется принципом замены букв. Слово (точнее - аббревиатура на древнееврейском языке) "אתבש" составлено из букв «алеф», «тав», «бет» и «шин», то есть первой, последней, второй и предпоследней букв еврейского алфавита.
В Иер 51:1 слова לב קמי «лев камай» (букв. «сердце моих противников») являются «атбашем» слова כשדים «касдим» («халдеи»), а в Иер. 25:26, 51:41 слово ששך («шешах», или «сесах» в синодальном переводе) — это атбаш слова בבל «Бавель» (Вавилон).

## История
Шифр Атбаш встречается уже в упомянутых местах Библии / Танаха (Иер. 25:26, 51:41, 51:1) и таким образом, можно сделать вывод, что он был уже известен во времена создания Танаха.
Согласно другим (менее достоверным сведениям) он был, скорее всего, изобретен Ессеями, иудейской сектой повстанцев. Они разработали множество различных кодов и шифров, которые использовались для сокрытия важных имен и названий, чтобы потом избежать преследования. Знания этих кодов и шифров были потом, согласно легендарным сведениям, переданы Гностикам, которые, в свою очередь, передали их Катарам. Позже Орден Тамплиеров завербовал Катарских дворян и перенял знания шифров. Таким образом, шифр был использован на протяжении многих лет, от около 500 до н. э. до 1300 г. н. э. — момента, когда Орден Тамплиеров был распущен (точнее - перестал существовать на территории Франции, продолжил существование в Португалии, Шотландии и др. странах).
Происхождение шифра Атбаш (и других шифров) в источниках иудаизма имеет совершенно другую историю (не "ессейскую"): см., напр., М. Глазерсон, "Огненные буквы", Иерусалим, 1983, его же: "Музыка и каббала" и др.

## Атбаш и Кумранские рукописи
Кумранские рукописи (Свитки Мёртвого Моря). Доктор Хью Шонфилд (1901 - 1988 гг.) был одним из первых исследователей, работающих над свитками Мёртвого моря, обнаруженными в Кумране. Он также является автором многих книг по библейской истории, в первую очередь «Passover Plot» (1965). Работая над Свитками Мёртвого моря, Шонфилд использовал шифр Atbash для перевода некоторых слов, которые не смогли перевести остальные ученые. Раскодировав «hagu», он получил еврейское слово «tsaraph», что означает «испытание». Как далее выяснилось, прохождение «Hagu» (испытаний) играло большую роль, это было связано с «Учителем Праведности», которым был Иисус, как полагают некоторые ученые.

## Атбаш и этимология Бафомета
Позже доктор Хью Шонфилд стал интересоваться обвинениями в ереси, выдвинутыми против тамплиеров и, частично этимологией Бафомет. Шонфилд решил, что он применит к Бафомету шифр Atbash, которым, как он был убежден, владели тамплиеры.
Если записать слово Бафомет на иврите, и учесть, что еврейские буквы читаются справа налево, то результат будет, как показано ниже:
```
  ב    פ    ו    מ   ת 
|taf||mem||vav||pe| |bet|
Baphomet in Hebrew Right to Left
```

Применив шифр Atbash, Шонфилд раскрыл следующее:
```
   ש     ו    פ   י    א 
|alef||yud||pe||vav| |shin|
Result in Sophia a Greek Word
Written in Hebrew right to left
```

Хотя и написано на иврите, это звучит как греческое слово «Sophia», что означает «Мудрость» на русском языке. Тем не менее, есть ещё один оттенок этого термина, говорящий что София была богиней, «невестой» Бога.
Многие придерживались мнения, что тамплиеры были последователями катаров или, как минимум, придерживались концепции, описывающей женский аспект Божества, которая была отвергаема в Католической церкви. Следует помнить, что их покровитель, святой Бернард из Клерво (1091—1153 гг.) был сторонником «выраженного поклонения» Деве Марией и настаивал на признании её как царицы Небес и как Матери Божией. Придерживались ли тамплиеры концепции, описывающей женский аспект Божества или просто были «мудры по отношению к женщинам», но, без сомнения, теория Шонфилда о шифре Atbash является одним из наиболее интересных объяснений этимологии имени Бафомета.

## В кино
Знание шифра Атбаш приходит на помощь героям книги Дэна Брауна  «Код да Винчи» — Роберту Лэнгдону, Софи Невё и Ли Тибингу, когда они берутся разгадать смысл стихотворной строки — «…атбаш правду высветит, как луч». По сюжету выясняется, что с помощью шифра Атбаш было зашифровано слово «Бафомет», помогающее отгадать слово «София». Это не случайно, поскольку героиню романа Дэна Брауна зовут Софи Невё. В данном случае автор книги использует открытие Хью Шонфилда.